# Washington, Quận Sauk, Wisconsin
Washington là một thị trấn thuộc quận Sauk, tiểu bang Wisconsin, Hoa Kỳ. Năm 2010, dân số của thị trấn này là 991 người.